# لايزا سوبيرانو
هوب إليزابيث «ليزا» سوبرانو (بالإنجليزية: Liza Soberano)‏  (من مواليد 1 يناير 1998) ممثلة فلبينية أمريكية، بدأت في مجموعة من المسلسلات التلفزيونية والأفلام، بما في ذلك مسلسل ذات مرة (2011) ، إذا غادرتني (2012) ، هي الوحيدة (2013) ، لابد من... الحب (2013). ظهرت إلى الشهرة بعد ان لعب بطل الرواية في الرومانسية المسلسل التلفزيوني الكوميدي إلى الأبد (2014-2015) مع انريكي جيل.

## روابط خارجية
- لايزا سوبيرانو على موقع IMDb (الإنجليزية)
- لايزا سوبيرانو على موقع قاعدة بيانات الفيلم (الإنجليزية)